# Europese kampioenschappen kunstschaatsen 1894
De Europese Kampioenschappen kunstschaatsen is een jaarlijks terugkerend evenement dat georganiseerd wordt door de Internationale Schaatsunie.
Het vierde EK kunstschaatsen voor de mannen werd op 28 januari 1894 gehouden in Wenen, Oostenrijk, toen nog onderdeel van de dubbelmonarchie Oostenrijk-Hongarije. Het was na 1892 de tweede keer dat het kampioenschap in Wenen plaatsvond. Alleen de verplichte kür werd geschaatst.

## Historie
De Duitse en Oostenrijkse schaatsbond, verenigd in de "Deutscher und Österreichischer Eislaufverband", organiseerden zowel het eerste EK Schaatsen voor mannen als het eerste EK Kunstschaatsen voor mannen in 1891 in Hamburg, in toen nog het Duitse Keizerrijk, nog voor het ISU in 1892 werd opgericht. De internationale schaatsbond nam in 1892 de organisatie van het EK kunstschaatsen over. In 1895 werd besloten voortaan het WK kunstschaatsen te organiseren en kwam het EK te vervallen. In 1898, na twee jaar onderbreking, vond toch weer een herstart plaats van het EK kunstschaatsen.
De vrouwen en paren zouden vanaf 1930 jaarlijks om de Europese titel strijden. De ijsdansers streden vanaf 1954 om de Europese titel in het kunstschaatsen.

## Deelname
Er namen vijf mannen uit de dubbelmonarchie deel aan dit kampioenschap, vier uit Oostenrijk en één uit Hongarije.
De Oostenrijkers Eduard Engelmann, Georg Zachariades, Karl Sage en de Hongaar Tibor von Földváry hadden ook in 1892 en 1893 deelgenomen. Gustav Hügel had in 1892 voor het eerst deelgenomen.
| Oostenrijk (4) Hongarije (1) |

## Medaille verdeling
Eduard Engelmann, de Europees kampioen van 1892 en 1893, werd de eerste man die drie titels op rij veroverde. Gustav Hügel op de tweede plaats veroverde zijn eerste EK medaille. De Hongaar Tibor von Földváry op de derde plaats veroverde zijn tweede EK medaille, in 1892 werd hij tweede.
| Discipline | Goud             | Zilver       | Brons              |
| ---------- | ---------------- | ------------ | ------------------ |
| Mannen     | Eduard Engelmann | Gustav Hügel | Tibor von Földváry |

## Uitslagen

### Mannen
plaatsing/7 = plaatsing door 7 juryleden 
| Goud   | Eduard Engelmann (3)   |                                | 1 |
| Zilver | Gustav Hügel (2)       |                                | 2 |
| Brons  | Tibor von Földváry (3) | Vlag van Hongarije (1874-1896) | 3 |
| 4      | Georg Zachariades (3)  |                                | 4 |
| 5      | Carl Sage (3)          |                                | 5 |

Medaillewinnaars

Mannen · 
Vrouwen ·
Paren · 
IJsdansen

Toernooi

1891 · 
1892 · 
1893 · 
1894 · 
1895 · 
1896-1897 · 
1898 · 
1899 · 
1900 · 
1901 · 
1902-1903 · 
1904 · 
1905 · 
1906 · 
1907 · 
1908 · 
1909 · 
1910 · 
1911 · 
1912 · 
1913 · 
1914 · 
1915-1921 · 
1922 · 
1923 · 
1924 · 
1925 · 
1926 · 
1927 · 
1928 · 
1929 · 
1930 · 
1931 · 
1932 · 
1933 · 
1934 · 
1935 · 
1936 · 
1937 · 
1938 · 
1939 ·
1940-1946 · 
1947 · 
1948 · 
1949 · 
1950 · 
1951 · 
1952 · 
1953 · 
1954 · 
1955 · 
1956 · 
1957 · 
1958 · 
1959 · 
1960 · 
1961 · 
1962 · 
1963 · 
1964 · 
1965 · 
1966 · 
1967 · 
1968 · 
1969 · 
1970 · 
1971 · 
1972 · 
1973 · 
1974 · 
1975 · 
1976 · 
1977 · 
1978 · 
1979 · 
1980 · 
1981 · 
1982 · 
1983 · 
1984 · 
1985 · 
1986 · 
1987 · 
1988 · 
1989 · 
1990 · 
1991 · 
1992 · 
1993 · 
1994 · 
1995 ·
1996 · 
1997 · 
1998 · 
1999 · 
2000 · 
2001 · 
2002 · 
2003 · 
2004 · 
2005 · 
2006 ·
2007 ·
2008 ·
2009 ·
2010 ·
2011 ·
2012 ·
2013 ·
2014 ·
2015 ·
2016 ·
2017 ·
2018 ·
2019 ·
2020 ·
2021 · 
2022 · 
2023 · 
2024 · 
2025

WK kunstschaatsen ·
WK kunstschaatsen junioren ·
Viercontinentenkampioenschap ·
Olympische Spelen